# Nusa Bibi (ö i Indonesien, lat -10,46, long 123,33)
Nusa Bibi är en ö i Indonesien.   Den ligger i provinsen Nusa Tenggara Timur, i den sydöstra delen av landet, 1 900 km öster om huvudstaden Jakarta. Arean är 0,13 kvadratkilometer.
Terrängen på Nusa Bibi är mycket platt.  Trakten runt Nusa Bibi består huvudsakligen av våtmarker.